# Junkfood Junction
『Junkfood Junction』（ジャンクフード ジャンクション）は、日本のダンスロックバンド・DISH//の3作目のフルアルバム。Sony Recordsから2019年4月3日に発売された。

## 概要
- 前作『召し上がれのガトリング』から約2年4か月振りのリリース。
- CDは初回生産限定盤A・B、通常盤、期間生産限定盤の4形態で発売。
- 現在の4人体制初となるアルバムである[注釈 1]。
- シングル曲「I'm FISH//」「僕たちがやりました」「勝手にMY SOUL」[注釈 2]「Starting Over」の他、"BiSH"のアイナ・ジ・エンドとのコラボ楽曲や、UNISON SQUARE GARDENの田淵智也やあいみょんやたむらぱんから提供された楽曲、メンバーが自作した楽曲などを収録[4]。
- 初回生産限定盤Aの特典DVDには、『DISH// presents「忘年会だよ!全員集合!!!2018」』のライブ映像の全演奏曲21曲をノーカットで収録[5]。
- 初回生産限定盤Bの特典DVDには、収録曲である「SING-A-LONG feat.アイナ・ジ・エンド（BiSH）」「ビリビリ☆ルールブック」「へんてこ」「Starting Over（new ver.）」「おいでよ、関内デビル（short ver.）」のMusic Videoを収録[5]。
- 初回生産限定盤Aのみ、全14曲の他に「GET Ur BODY」「Sa-Ra-Band ～the last song～」を追加収録している。
- 期間生産限定盤のみ、その他3形態に収録されている「理由のない恋」「乾杯」「アイロニスト」「スマホの中のラブレター」「おいでよ、関内デビル」は収録されていない。
- 店舗購入者特典として、対象チェーン店ごとに絵柄の違うチケットホルダーを封入。

## 収録内容

### CD
- ※は初回生産限定盤Aのみ収録、※※は期間生産限定盤のみ未収録。

| #         | タイトル                                | 作詞                                                 | 作曲            | 編曲                 | 時間  |
| --------- | --------------------------------------- | ---------------------------------------------------- | --------------- | -------------------- | ----- |
| 1.        | 「This Wonderful World」                | 新井弘毅                                             | 新井弘毅        | 新井弘毅             | 4:05  |
| 2.        | 「僕たちがやりました」                  | オカモトショウ                                       | オカモトショウ  | OKAMOTO'S            | 3:11  |
| 3.        | 「勝手にMY SOUL (album ver.)」          | 新井弘毅                                             | 新井弘毅        | 新井弘毅             | 4:27  |
| 4.        | 「へんてこ」                            | あいみょん                                           | あいみょん      | 釣俊輔               | 3:51  |
| 5.        | 「理由のない恋※※」                      | いしわたり淳治                                       | 穂高雅樹        | トオミヨウ           | 5:06  |
| 6.        | 「Starting Over」                       | 新井弘毅                                             | 新井弘毅        | 新井弘毅、トオミヨウ | 5:34  |
| 7.        | 「ビリビリ☆ルールブック」               | 田淵智也                                             | 田淵智也        | GAKU                 | 4:14  |
| 8.        | 「SING-A-LONG feat.アイナ・ジ・エンド」 | 松隈ケンタ、JxSxK                                    | 松隈ケンタ      | SCRAMBLES            | 4:50  |
| 9.        | 「乾杯※※」                              | DISH//、浅利進吾                                     | 浅利進吾        | 山下洋介             | 3:34  |
| 10.       | 「アイロニスト※※」                      | 田村歩美                                             | 田村歩美        | 田村歩美             | 3:14  |
| 11.       | 「スマホの中のラブレター※※」            | 小倉しんこう                                         | 小倉しんこう    | 小倉しんこう、梅原新 | 4:25  |
| 12.       | 「おいでよ、関内デビル※※」              | 新井弘毅                                             | 新井弘毅        | 新井弘毅             | 4:09  |
| 13.       | 「I'm FISH// (album ver.)」             | DISH//、GAKU                                         | GAKU            | GAKU                 | 3:43  |
| 14.       | 「DAWN」                                | 久保田真悟、JUN、fleeting.                           | 久保田真悟      | 久保田真悟           | 4:20  |
| 15.       | 「GET Ur BODY※」                        | MICRO・Bobby Conscious、Young Yazzy、SHIMI、新井弘毅 | 藤本和則、CHIVA |                      | 4:24  |
| 16.       | 「Sa-Ra-Band 〜the last song〜※」       | 新井弘毅                                             | 新井弘毅        | 新井弘毅、遠藤ナオキ | 7:45  |
| 合計時間: | 合計時間:                               | 合計時間:                                            | 合計時間:       | 合計時間:            | 70:52 |

### 初回生産限定盤A
- DISH// presents「忘年会だよ!全員集合!!!2018」ライブ映像

| #   | タイトル                       | 作詞 | 作曲・編曲 |
| --- | ------------------------------ | ---- | ---------- |
| 1.  | 「Starting Over」              |      |            |
| 2.  | 「Newフェイス」                |      |            |
| 3.  | 「FLAME」                      |      |            |
| 4.  | 「TENKOUSEI」                  |      |            |
| 5.  | 「That's My Life」             |      |            |
| 6.  | 「どういうことなんだい?」      |      |            |
| 7.  | 「ただ抱きしめる」             |      |            |
| 8.  | 「HIGH-VOLTAGE DANCER」        |      |            |
| 9.  | 「BEAT MONSTER」               |      |            |
| 10. | 「JK//」                       |      |            |
| 11. | 「GET Ur BODY」                |      |            |
| 12. | 「I Can Hear」                 |      |            |
| 13. | 「サクラボシ」                 |      |            |
| 14. | 「birds」                      |      |            |
| 15. | 「こくっちゃえっつーの!」      |      |            |
| 16. | 「東京VIBRATION」              |      |            |
| 17. | 「サイショの恋〜モテたくて〜」 |      |            |
| 18. | 「僕たちがやりました」         |      |            |
| 19. | 「JUMPer」                     |      |            |
| 20. | 「勝手にMY SOUL」              |      |            |
| 21. | 「愛の導火線」                 |      |            |

### 初回生産限定盤B
- Music Video5曲収録

| #  | タイトル                                       | 作詞 | 作曲・編曲 |
| -- | ---------------------------------------------- | ---- | ---------- |
| 1. | 「SING-A-LONG feat.アイナ・ジ・エンド (BiSH)」 |      |            |
| 2. | 「ビリビリ☆ルールブック」                      |      |            |
| 3. | 「へんてこ」                                   |      |            |
| 4. | 「Starting Over (new ver.)」                   |      |            |
| 5. | 「おいでよ、関内デビル (short ver.)」          |      |            |

## 楽曲解説
1. This Wonderful World
2. 僕たちがやりました (album ver.)
  - 10thシングル。
  - 関西テレビ・フジテレビ系ドラマ『僕たちがやりました』主題歌
  - 2017年7月18日、俳優の窪田正孝・間宮祥太朗・葉山奨之・今野浩喜と共に、"DISH//と凡下高がやりました"名義で配信された、『僕たちがやりました』の歌唱メンバーがDISH//のみのオリジナルバージョン。
  - OKAMOTO'Sからの楽曲提供。
3. 勝手にMY SOUL (album ver.)
  - 11thシングル。
  - テレビ東京系アニメ『銀魂』銀ノ魂篇オープニングテーマ。
4. へんてこ
  - 2019年3月13日に先行配信された。
  - あいみょんからの楽曲提供。
5. 理由のない恋
6. Starting Over
  - 12thシングル。
  - 毎日放送・TBS系列アニメ『ゾイドワイルド』第1クールオープニングテーマ
7. ビリビリ☆ルールブック
  - 2019年2月28日に先行配信された。
  - UNISON SQUARE GARDENの田淵智也からの楽曲提供。
8. SING-A-LONG feat.アイナ・ジ・エンド
  - 2019年2月7日に先行配信された。
  - BiSHのアイナ・ジ・エンドがフィーチャリングボーカリストとして参加している。
9. 乾杯
10. アイロニスト
  - たむらぱんからの楽曲提供。
11. スマホの中のラブレター
12. おいでよ、関内デビル
  - tvk『関内デビル』オープニングテーマ。歌詞には「神奈川」、「横浜」、「鎌倉」など地名や「中華街」、「シーパラダイス」、「みなとみらい」などの名所も出て来る
13. I'm FISH// (album ver.)
  - 9thシングル。
  - テレビ東京『釣りバカ日誌 Season2〜新米社員 浜崎伝助〜』主題歌。
14. DAWN
15. GET Ur BODY
ライブで先行披露された新曲を初音源化。
16. Sa-Ra-Band ～the last song～